# Полицейский отряд!
«Полицейский отряд!» (англ. Police Squad!) — комедийный телесериал 1982 года, созданный троицей Цукер-Абрахамс-Цукер с Лесли Нильсеном в главной роли. Он сделан в виде пародии на полицейские драмы и демонстрирует визуальные шутки, игру слов и абсурдность. Сериал похож на полицейское шоу Ли Марвина «M Squad» (особенно вступительные титры). Сериал был отменён после 6 эпизода, но имеет продолжения в виде трилогии «Голый пистолет».
В 2006 году был издан на DVD с дополнительными материалами, в 2020 году — на Blu-ray.

## Краткий обзор
«Полицейский отряд» был создан трио комедийных сценаристов Цукер-Абрахамс-Цукер, которые ранее вместе работали над картинами «Солянка по-кентуккски» и «Аэроплан!». Несмотря на признание критиками, шоу было отменено на ABC после показа шести эпизодов. Этого стало достаточно, чтобы получить массу отзывов от поклонников о повторе показа, который состоялся в 1988 году с выходом кинопродолжения «Голый пистолет» и двух дальнейших сиквелов. Для этих фильмов было повторно использовано множество шуток из телесериала.
Включён американским еженедельником TV Guide на 7-е место списка «60 шоу, которые прекратили слишком рано».
Мэтт Грейнинг, создатель мультсериала «Симпсоны», отмечал: «Если бы „Полицейский отряд!“ был снят двадцать лет спустя, это был бы настоящий хит. Он опередил своё время. В 1982 году рядовой зритель был не в состоянии угнаться за его темпом, его скорострельными шутками. Но в наши дни у них не было бы проблем с этим; я думаю, мы это доказали».

## Список серий
- «Значительный подарок (Нарушенное обещание)» (A Substantial Gift (The Broken Promise))
- «Кольцо страха (Опасное задание)» (Ring of Fear (A Dangerous Assignment))
- «Убийца — дворецкий (Синица в руке)» (The Butler Did It (A Bird in the Hand))
- «Месть и раскаяние (Преступное алиби)» (Revenge and Remorse (The Guilty Alibi))
- «Рандеву в Биг Галч (Ужас в квартале)» (Rendezvous at Big Gulch (Terror in the Neighborhood))
- «Свидетельство зла (Мёртвые не смеются)» (Testimony of Evil (Dead Men Don’t Laugh))

Каждый эпизод имеет два названия. Первое название показывается в титрах, в то время как диктор за кадром озвучивает второе.

## Факты
- В начале каждой серии диктором громко сообщается «Полицейский отряд! В цвете» (Police Squad! In Color). Фраза «В цвете» пришла из эпохи чёрно-белого кино, когда только единичные дорогие голливудские кинофильмы были окрашены в цвет с применением технологии «Technicolor». В 1982 году давно уже и кино, и телевидение было цветным.
- Специально приглашённые актёры, представляемые в начале каждого эпизода, гибнут на начальных титрах и в дальнейшем развитии событий не участвуют[11].
- Звание Фрэнка Дребина варьирует в каждой сцене.
- В шестом эпизоде «звездой-смертником» должен был стать Джон Белуши. Этот эпизод был отснят[12], но вскоре после съёмок Белуши скончался. В итоге эту сцену вырезали[13]. В 1991 году после успеха «Голого пистолета» сериал снова пустили в эфир. Предполагалось, что в шестую серию вставят эпизод с Белуши. Но по неизвестным причинам этого так и не сделали. Сейчас этот видеофрагмент считается утерянным.
- Рэкс Гамильтон играет Авраама Линкольна лишь во вступительных титрах[14] (в сцене, обыгрывающей его действительное убийство). Во втором сезоне Пэт Профт предполагал заменить Линкольна на Махатму Ганди с автоматическим пулемётом.
- Большинство шуток из сериала перешли в трилогию «Голый пистолет».
- Канал ABC хотел вставить закадровый смех, но продюсеры сериала не согласились на это.

## Актёрский состав
- Лесли Нильсен — детектив Френк Дребин
- Алан Норт — капитан Эд Хоукен
- Люпус, Питер — офицер Нордберг
- Эд Уильямс — зав. лабораторией Тед Ольсон
- Уильям Дуэлл — Джонни Снитч
- Рональд «Тини Рон» Тейлор — Эл
- Рекс Гамильтон — Авраам Линкольн
- Кэтрин Ли Смит — Салли Декер
- Руди Солари — мистер Мартин
- Патрик Ст. Эсприт — Бадди Бриггс
- Тесса Ричард — Мэри
- Гранд Л. Буш — Чемпион
- Николас Костер — Уоррен Бёртон
- Кей Кэллан — Шарлотт
- Кен Мишельман — Кингсли Эддисон
- Спенсер Миллиган — Эдди Касалис
- Аль Руссо — Датч
- Роберт Костанцо — Лео
- Джон Эштон — Рокки
- Ребекка Холден — Стелла
- Дик Миллер — Вик
- Клодетт Невинс — Вероника

## Премии и номинации

### Премии Эмми
- 1982: Лесли Нильсен номинирован как выдающийся ведущий актёр[15].
- 1982: Цукер-Абрахамс-Цукер номинированы за выдающийся сценарий комедийного сериала за эпизод «Значительный подарок (Нарушенное обещание)»[15]

### Другие премии
- 2006: номинация на премию Satellite за лучшее телешоу, выпущенное на DVD — «The Complete Series»[16]

## «Полицейский отряд!» и «Голый пистолет»
Алан Норт играл роль капитана Эда Хоукена в сериале; в фильмах роль Хоукена играл Джордж Кеннеди. Питер Лупус играл одну из главных ролей офицера Норберга, но в фильмах эту роль исполнял О. Дж. Симпсон. Эд Уильямс, который играл учёного Теда Ольсона в сериале, повторил свою роль в фильмах, что делает его , Нильсена  и Рональд «Тини Рон» Тейлор, который повторил роль Эла в первом фильме, единственными актёрами, которые играли и в сериале, и в фильмах.